# Mayang Sari
Mayang Sari is een bestuurslaag in het regentschap Pelalawan van de provincie Riau, Indonesië. Mayang Sari telt 1764 inwoners (volkstelling 2010).